# Catharanthen
Die Catharanthen (Catharanthus), auch Zimmerimmergrün genannt, sind eine Pflanzengattung aus der Unterfamilie der Rauvolfioideae in der Familie der Hundsgiftgewächse (Apocynaceae).

## Beschreibung
Catharanthen sind einjährige oder ausdauernde, immergrüne krautige Pflanzen, die oft am Ansatz verholzen und in unterschiedlich starkem Maße verzweigen. Die Stängel sind fleischig. Die ganzrandigen, krautigen bis leicht ledrigen und gefransten oder mit Drüsenzotten besetzten Laubblätter sind gegenständig und mit einer kurzen und festen Spitze versehen.

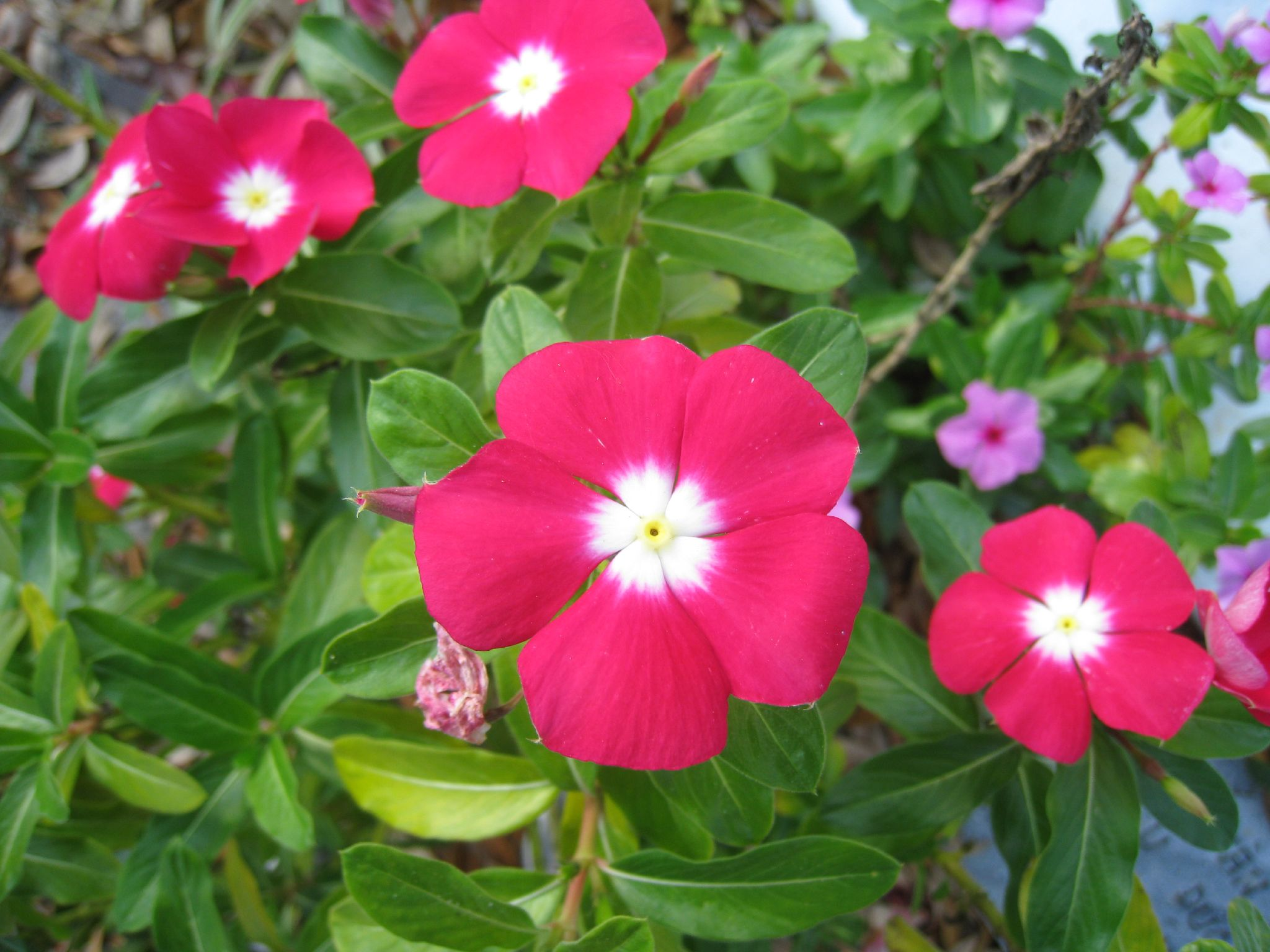
Catharanthus ovalis

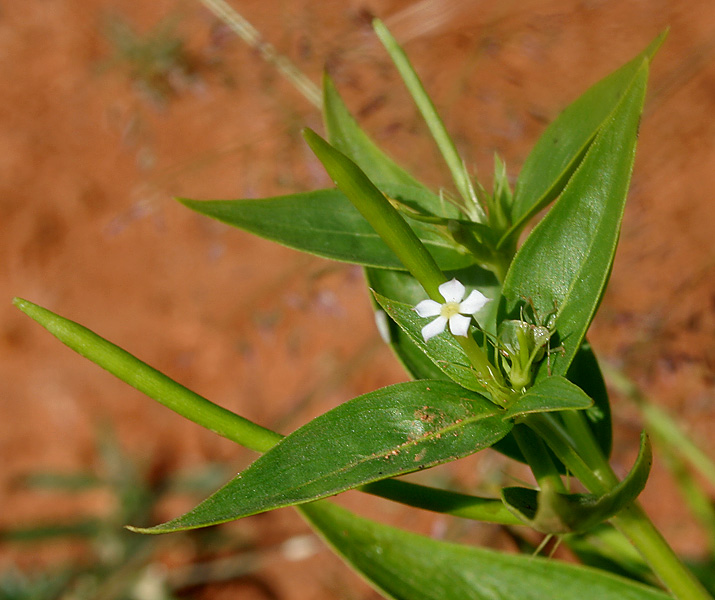
Catharanthus pusillus

Die endständigen (wenngleich sie scheinbar seitlich wachsen) Blütenstände tragen ein bis zwei radiärsymmetrische, fünfzählige Blüten. Die beständigen Kelchblätter sind schmal-eiförmig und ohne Drüsenhaare. Die fünf lila, roten, rosa oder weißen Kronblätter sind zu einer stieltellerförmigen Krone verwachsen und ihre Kronlappen sind flach ausgebreitet. Die Kronröhre ist behaart, der Schlund ist verengt und wollig behaart. Die fünf Kronlappen sind schräg verkehrt-eiförmig und fein bespitzt. Die kurzen Staubfäden setzen an der meist oberhalb der Mitte gelegenen, breitesten Stelle der Kronröhre an, die Staubbeutel sind am Ansatz länglich stumpf.
Es sind zwei oberständige, genährte, schmal-längliche Fruchtblätter vorhanden. Es ist nur ein Griffel mit einem Griffelkopf vorhanden. Die, oft beständigen, Nektarien bestehen aus zwei schmal-dreieckigen bis schmal-länglichen Drüsen, deren Ansätze einander an der achsabgewandten Seite der Fruchtblätter berühren. Der Griffel ist schlank. Die Frucht ist eine mehrsamige Balgfrucht, der Fruchtkörper ist zylindrisch und spitz zulaufend. Die Früchte erscheinen zu zweit in einer Sammelbalgfrucht. Die Samen sind schwarz und länglich, die Oberfläche runzelig.

## Verbreitung
Bis auf eine Art, Catharanthus pusillus, die sich in Indien und Sri Lanka findet, sind alle Arten auf Madagaskar endemisch.

## Systematik
Die Gattung wurde 1837 von George Don junior erstbeschrieben. Der Gattungsname bedeutet so viel wie „reinblütig“ und verweist auf die rosenfarbigen Blüten. Die Arten der Gattung wurden zeitweise zu den Gattungen Vinca bzw. Lochnera gestellt. Nach der Systematik von Endress & Bruyns (2000) gehört Catharanthus zur Tribus Vinceae, zusammen mit Gattungen wie Immergrün (Vinca) und Kopsia.
Eine Arbeit von Sennblad & Bremer 2002 stellte die Vinceae als monophyletisch dar. Das nachfolgende Kladogramm zeigt die Verwandtschaftsverhältnisse von Catharanthus nach dieser Quelle. Die Zusammengehörigkeit der vier hier dargestellten Gattungen ist gut abgesichert.
|  |  |  |  |  |  |  |  |  |  |  |  |  |  |  |  | Ochrosia     |  |  |  |  |  |
|  |  |  |  |  |  |  |  |  |  |  |  |  |  |  |  |              |  |  |  |  |  |
|  |  |  |  |  |  |  |  |  |  |  |  |  |  |  |  | Rauvolfia    |  |  |  |  |  |
|  |  |  |  |  |  |  |  |  |  |  |  |  |  |  |  |              |  |  |  |  |  |
|  |  |  |  |  |  |  |  |  |  |  |  |  |  |  |  | Vinca        |  |  |  |  |  |
|  |  |  |  |  |  |  |  |  |  |  |  |  |  |  |  |              |  |  |  |  |  |
|  |  |  |  |  |  |  |  |  |  |  |  |  |  |  |  |              |  |  |  |  |  |
|  |  |  |  |  |  |  |  |  |  |  |  |  |  |  |  |              |  |  |  |  |  |
|  |  |  |  |  |  |  |  |  |  |  |  |  |  |  |  | Catharanthus |  |  |  |  |  |
|  |  |  |  |  |  |  |  |  |  |  |  |  |  |  |  |              |  |  |  |  |  |

Die Gattung enthält etwa neun Arten:
- Catharanthus coriaceus Markgr.: Sie kommt im zentralen Madagaskar vor.[5]
- Catharanthus lanceus (Bojer ex A.DC.) Pichon: Sie kommt im zentralen Madagaskar vor.[5]
- Catharanthus longifolius (Pichon) Pichon: Sie kommt im südlich-zentralen und im südlichen Madagaskar vor.[5]
- Catharanthus makayensis L.Allorge, Phillipson & Razakamal.: Diese Art aus Madagaskar wurde 2015 erstbeschrieben.[5]
- Catharanthus ovalis Markgr.: Sie kommt im südlich-zentralen Madagaskar vor.[5]
- Catharanthus pusillus (Murray) G.Don: Sie kommt in Indien, Sri Lanka, Nepal und im westlichen Himalaja vor.[5]
- Rosafarbene Catharanthe (Catharanthus roseus Markgr.), ist die bekannteste Art, sie wird als Zierpflanze und Heilpflanze genutzt. Sie kam ursprünglich im östlichen und südlichen Madagaskar vor.[5] Es gibt zwei Varietäten.[5]
- Catharanthus scitulus (Pichon) Pichon: Sie kommt im südlichen und südöstlichen Madagaskar vor.[5]
- Catharanthus trichophyllus (Baker) Pichon: Sie kommt im nordwestlichen, nördlichen und östlichen Madagaskar vor.[5]